# Wójcin (powiat opoczyński)
Wójcin – wieś w Polsce położona w województwie łódzkim, w powiecie opoczyńskim, w gminie Paradyż.
| SIMC    | Nazwa  | Rodzaj    |
| ------- | ------ | --------- |
| 0548146 | Piaski | część wsi |

Był wsią klasztoru cystersów sulejowskich w województwie sandomierskim w ostatniej ćwierci XVI wieku. W latach 1975–1998 miejscowość należała administracyjnie do województwa piotrkowskiego.
Wieś jest siedzibą rzymskokatolickiej parafii św. Andrzeja Apostoła.

## Zabytki
Według rejestru zabytków Narodowego Instytutu Dziedzictwa na listę zabytków wpisany jest obiekt:
- kościół parafialny pw. św. Andrzeja, 1826-81, nr rej.: 411 z 15.01.1957 oraz 738 z 9.04.1972

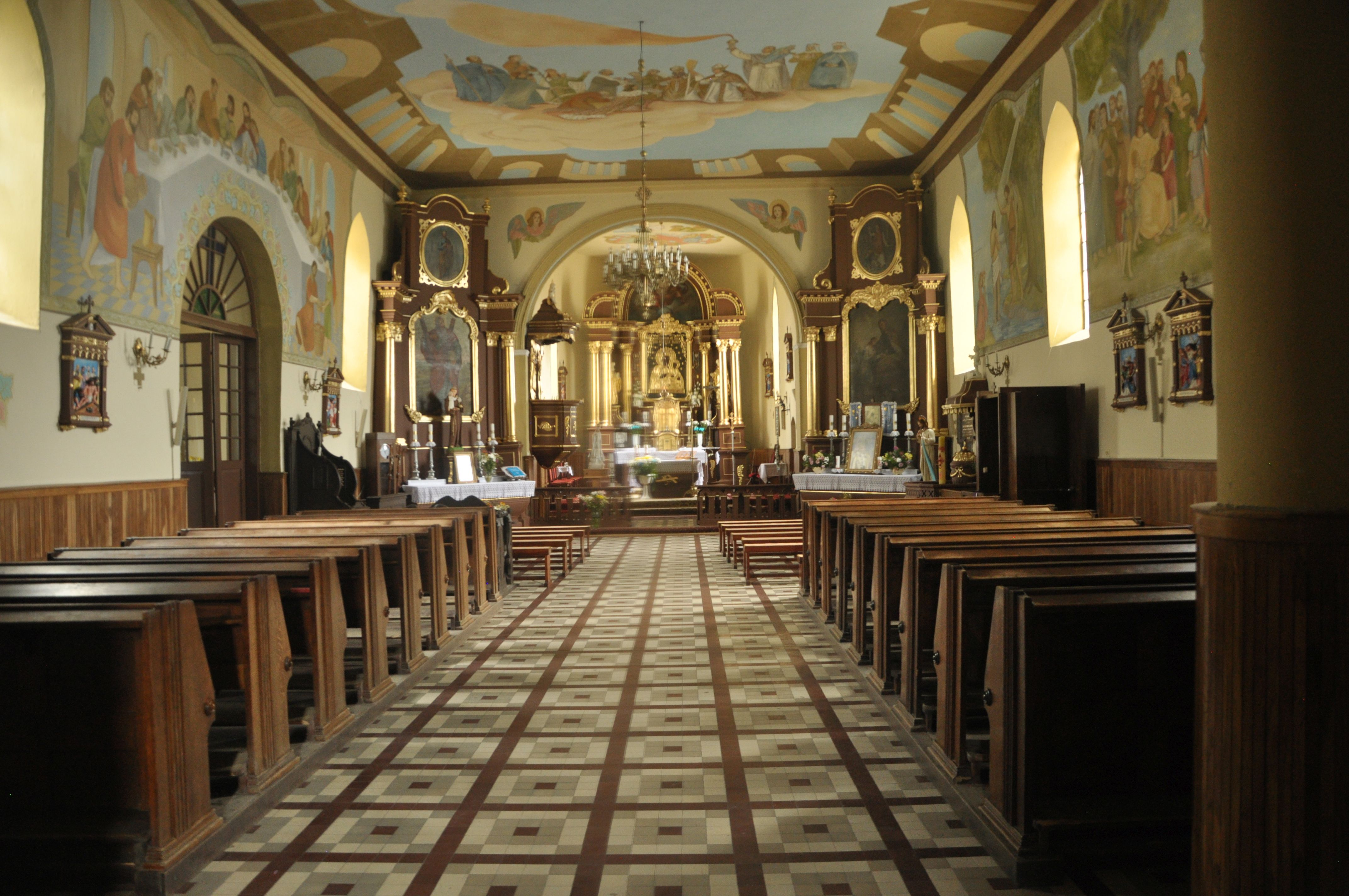
Wnętrze kościoła pw. św. Andrzeja w Wójcinie, w roku 2016